# وودهاوس ۴۶۰۸
سیارک ۴۶۰۸ (به انگلیسی: 4608 Wodehouse، نامگذاری:1988BW3) چهار هزار و ششصد و هشتمین سیارک کشف شده‌است که در ۱۹ ژانویه ۱۹۸۸ کشف شد.
قدر مطلق سیارک برابر ۲۰.۴ است.